# Сорен Пінд
Сорен Пінд (дан. Søren Pind; нар. 20 листопада 1969, Гернінг) — данський юрист і політик.

## Біографічні відомості
У 1997 році він закінчив юридичний факультет Копенгагенського університету. З 1999 по 2005 рік він був асистентом в університеті, спеціалізується на конституційному праві.
З середини 80-х років він брав участь у діяльності ліберальних молодіжних організацій. У 1994 році він став членом ради Копенгагена, у 1998–2005 рр. був членом муніципальної виконавчої влади. Він входив до керівництва комерційних компаній, у тому числі порту Копенгагена.
У 2005 році він вперше отримав мандат члена парламенту Данії від ліберальної партії «Венстре», переобирався у 2007, 2011 і 2015 рр. 23 лютого 2010 він отримав портфель міністра з питань розвитку співробітництва, 8 березня 2011 обійняв посаду міністра з питань біженців, імміграції та інтеграції (до 3 жовтня 2011).